# Русалочка
«Руса́лочка» (дат. Den Lille Havfrue, в дословном переводе — «Маленькая морская дева» или «Маленькая Русалка») — всемирно известная сказка датского писателя Ханса Кристиана Андерсена, повествующая о юной морской деве, которая готова отказаться от своей жизни в море ради того, чтобы получить человеческую душу и любовь принца. Впервые была опубликована 7 апреля 1837 года и была многократно адаптирована, включая мюзиклы, художественные и анимационные фильмы.
Литературный перевод на русский язык имени главной героини и названия сказки спутал понятия, так как героиня сказки не имеет отношения к русалкам, и с точки зрения мифологии она морская дева.

## Сюжет

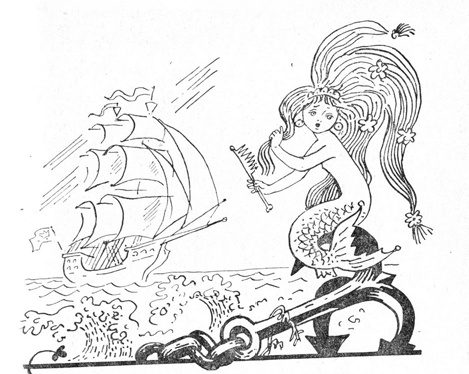
Иллюстрация Дмитрия Брюханова

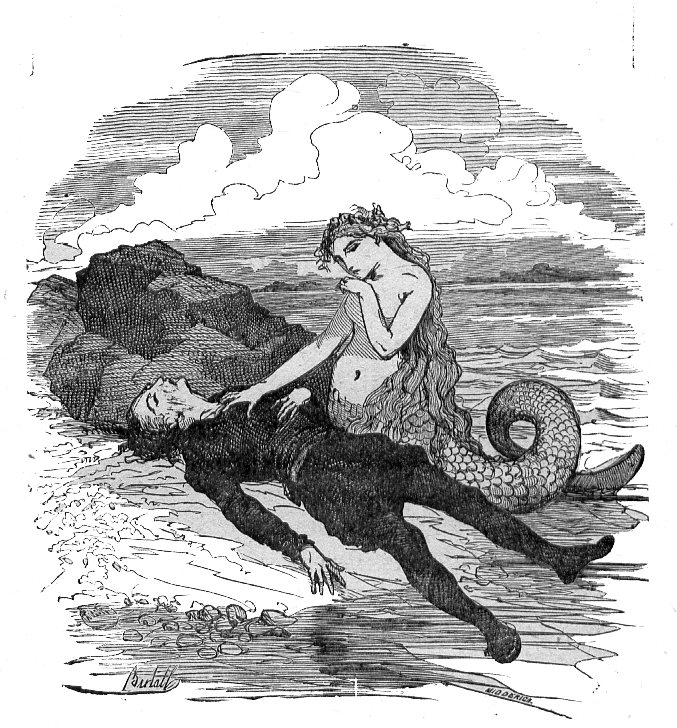
Русалочка спасает принца

Русалочка живёт в подводном царстве вместе с отцом (морским царём), бабушкой и пятью сёстрами. Все пять сестёр старше русалочки, и каждая из них рождалась через год после предыдущей. По заведённым правилам, когда русалке исполняется 15 лет, ей разрешается выплывать на поверхность океана, чтобы посмотреть на мир. Поэтому каждый год одна из сестёр становилась достаточно взрослой, чтобы посещать верхний мир. После возвращения очередной сестры русалочка с тоской слушает красочные описания поверхности и человеческих существ.
Когда пришла очередь русалочки, она поднимается на поверхность, видит корабль с прекрасным принцем и влюбляется с первого взгляда. Начинается сильный шторм, и русалочка спасает тонущего принца. Она доставляет его в бессознательном состоянии на берег возле храма и дожидается, пока девушка из храма не находит его. Принц всё время был без сознания, поэтому так и не увидел русалочку.
Русалочка спрашивает бабушку, смогли бы люди жить вечно, если бы умели дышать под водой. Та объясняет, что люди имеют гораздо меньшую продолжительность жизни, чем 300 лет у русалок. Но когда русалки умирают, то превращаются в морскую пену и прекращают своё существование, в то время как у людей есть бессмертная душа, которая живёт в небесах. Русалочка мечтает быть с принцем и обрести бессмертную душу. Она посещает морскую ведьму, и та даёт ей волшебное зелье. Оно позволит русалочке получить ноги в обмен на её голос, а ее голос известен как самый прекрасный в морском царстве. Соответственно, ведьма вырезает Русалочке язык.

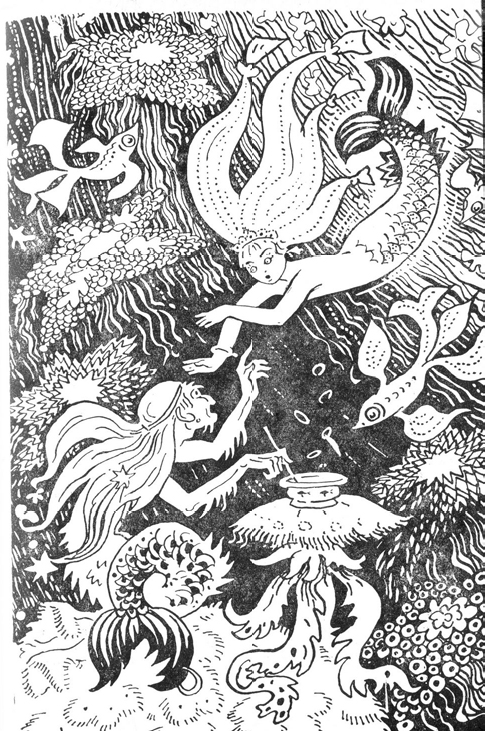
Иллюстрация Дмитрия Брюханова

Морская ведьма предупреждает, что, став человеком, русалочка никогда не сможет вернуться в море. Кроме того, выпитое зелье причинит боль как от проходящего сквозь тело меча. Но когда здоровье восстановится, то русалочка будет иметь красивые ноги и сможет танцевать, как ни один человек никогда не танцевал. Тем не менее, выпивший зелье будет постоянно чувствовать себя так, как будто идёт по острым мечам. Наконец, обрести бессмертную душу русалочка сможет, только если получит поцелуй от истинной любви, если принц полюбит её и женится на ней, ибо тогда часть его души перейдёт к ней. В противном случае, на рассвете первого дня после его женитьбы на другой русалочка умрёт и превратится в морскую пену. Она выплывает на берег, выпивает зелье и встречает принца, который очарован её красотой и изяществом. Он принимает ее, несмотря на то, что она немая.
Больше всего он любит смотреть на её танец, и она танцует для него, несмотря на свои страдания от мучительной боли в ногах. Когда отец принца приказывает своему сыну жениться на дочери соседнего короля, принц рассказывает русалочке, что он этого не сделает, потому что не любит принцессу. Также он добавил, что может полюбить только девушку из храма, которая, как он считает, спасла его. Оказалось, что принцесса и была той девушкой из храма. Там она получала образование. Принц полюбил её, и дата свадьбы объявлена.
Принц и принцесса женятся, и сердце русалочки разбито. Она думает о том, от чего отказалась, и о той боли, через которую она прошла. Русалочка в отчаянии и думает о смерти, что её ждёт, но до рассвета её сёстры приносят ей нож, который морская ведьма дала им в обмен на их длинные волосы. Если русалочка убьёт принца этим ножом и позволит каплям его крови попасть на её ноги, то она снова станет русалкой. Все её страдания закончатся, и она будет жить своей полноценной жизнью.
Однако русалочка не может заставить себя убить спящего принца, лежащего со своей невестой. Она бросается в море, как только наступает рассвет. Тело русалочки превращается в морскую пену, но вместо того, чтобы перестать существовать, она чувствует солнце и превращается в дочь воздуха. Снова она обретает дар речи. Другие дочери воздуха объясняют, что она стала такой же, как и они, потому что стремилась всем сердцем получить бессмертную душу. Русалочка в будущем получит собственную душу благодаря добрым делам, и она в конечном итоге воспарит в Царство Божие.

## Дебаты по поводу окончания
Некоторые критики считают, что последняя часть произведения с его относительно счастливым концом является неестественным добавлением к сюжету, так как все предшествующие звенья повествования ведут к трагическому концу. В первом издании Андерсен закончил сказку гибелью русалочки, но потом добавил дочерей воздуха, заявив, что это было его изначальным намерением и, в действительности, даже рабочим названием сказки.
Дочери воздуха говорят, что они могут обрести души, совершая в течение 300 лет добрые дела, но позднее автор изменил это утверждение, указав, что всё зависит от того, являются ли дети хорошими или плохими. Их хорошее поведение уменьшает время служения дочерей воздуха на один год, а плохое поведение заставляет их плакать. При этом за каждую слезу, что они проливают, к сроку их испытания добавляется по одному дню. Это попало под критику со стороны рецензентов:

Такое напутствие страшнее, чем любые другие, представленные в сказке. История опускается в викторианские моральные рассказы, которые писались для детей, чтобы напугать их и принудить к хорошему поведению.

## Адаптации
Анимация
- «Русалочка» — по сказке Андерсена — мультфильм студии «Союзмультфильм» (СССР, 1968)
- «Mahou no Mako-chan» (Волшебница Мако) — по сказке Андерсена — аниме-сериал (Япония, 1970)
- «Принцесса подводного царства» — по сказке Андерсена — полнометражный мультфильм (Япония, 1975), реж. Кацумата Томохару.
- «Русалочка» — по сказке Андерсена — полнометражный мультфильм студии Уолта Диснея (США, 1989)
- «Русалочка» — мультсериал студии Уолта Диснея (США, 1992—1994)
- «Русалочка[англ.]» — полнометражный мультфильм студий Golden Films (Япония-США, 1992)
- «Русалочка 2: Возвращение в море» — полнометражный мультфильм студии Уолта Диснея (США, 2000)
- «Русалочка: Начало истории Ариэль» — полнометражный мультфильм студии Уолта Диснея (США, 2008)
- «Русалочка» — полнометражный мультфильм студии The Asylum (США, 2023)

Театр
- Русалочка (мюзикл)

Кинематограф
- «Русалочка» — полнометражный советско-болгарский фильм 1976 года.
- «Русалочка» (Malá Morská Víla) — чехословацкий фильм 1976 года.
- «Рассказы Русалочки» (The Little Mermaid) — фильм производства США 2018 года.
- «Русалочка» (The Little Mermaid) — фильм 2023 года производства США.